# Andreea Acatrinei
Andreea Acatrinei (n. 7 aprilie 1992, Brașov, România) este o gimnastă română de talie mondială, medaliată cu bronz cu echipa lotului de gimnastică feminină a României la Jocurile Olimpice din anul 2008.

## Distincții
- Ordinul “Meritul Sportiv” clasa a III-a cu 2 barete (27 august 2008) [1]